# Manuel Sánchez Baena (Man)
Manuel Sánchez Baena, también conocido por MAN, nacido en Melilla en 1934 y fallecido en Murcia el 10 de septiembre de 2020, fue un médico y humorista gráfico español.

## Biografía

### Actividad como médico
Fue cardiólogo y desempeñó el cargo de director de la antigua Residencia Sanitaria ‘Virgen de la Arrixaca’ en Murcia en el momento de la inauguración en 1968, acto presidido por el ministro de trabajo Jesús Romero Gorría.En la actualidad es el Hospital General Universitario Morales Meseguer.

### Actividad como humorista gráfico y en otros medios artísticos
Fue dibujante de las tiras de prensa del Tío Pencho, publicadas a diario en el periódico La Verdad de Murcia desde 1971 hasta 2020, en total 49 años ininterrumpidos. Los personajes hablaban en panocho  y junto al tío Pencho (que vestía al modo tradicional de la Huerta de Murcia con faja y zaragüelles, la gayá y la colilla en la boca), aparecían otros personajes como el Pifanio, la Josefa, el Tío Facorro y el Colasico.

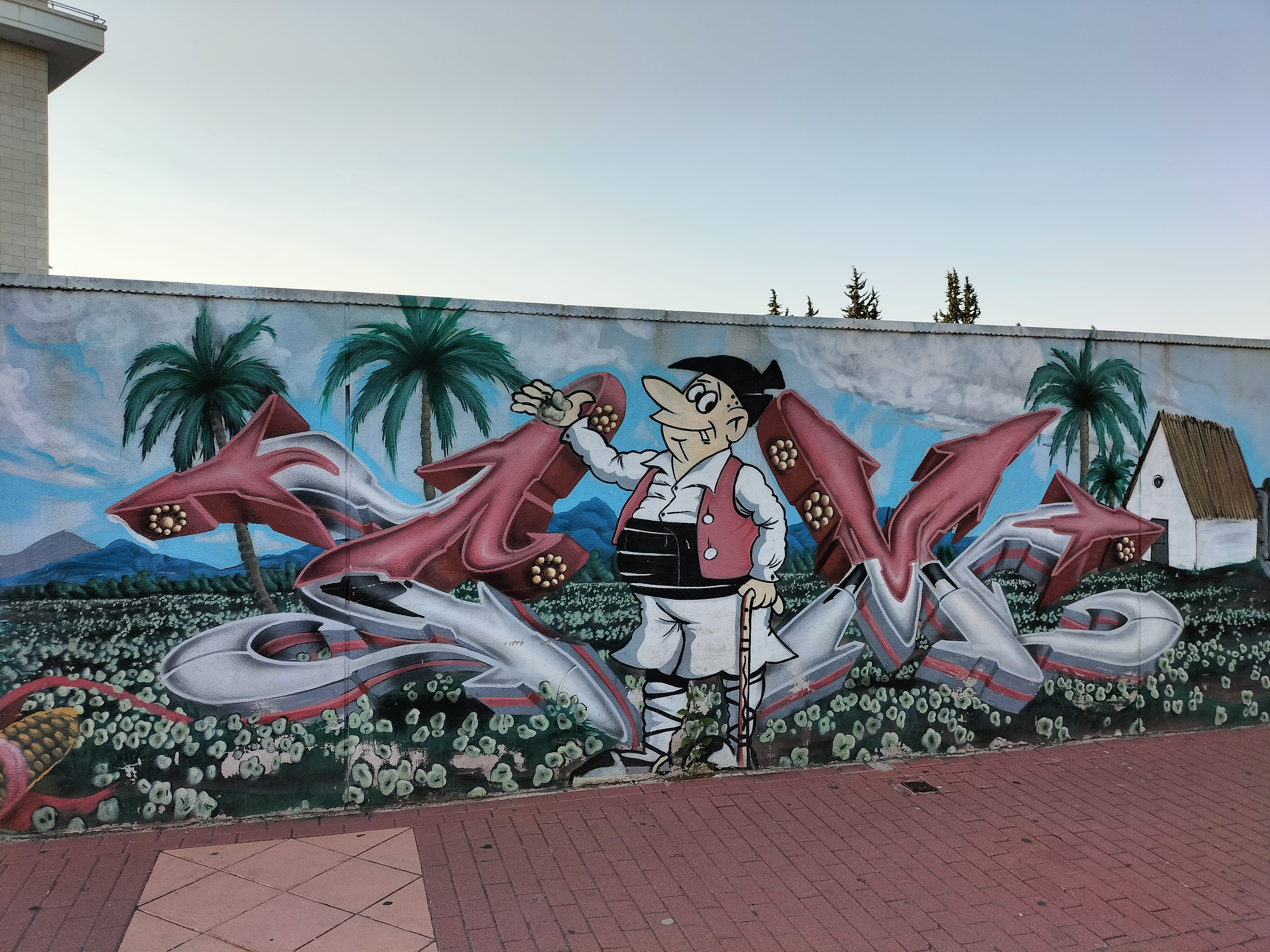
Grafiti callejero en Murcia que representa al Tío Pencho.

Otras producciones del artista fueron diversos trabajos de publicidad, ilustró artículos en diferentes medios y publicaciones, llevó a cabo varias exposiciones pictóricas con obras a plumilla y acuarela, además de decorar piezas de cerámica, que el mismo Man cocía.
Dejó preparada la última viñeta con los personajes de la tira del Tío Pencho para ser publicada tras su muerte.

## Homenajes
Man da nombre a un jardín en la ciudad de Murcia.
En la pista de petanca de Rincón de Seca hay un mural de 30 metros en homenaje a Man.
En el muro de un hotel en Murcia hay un grafiti en el que aparece el personaje del Tío Pencho, acción que contó con el apoyo de la Concejalía de Fomento, a través de la Oficinal Municipal del Grafiti.
Fue condecorado de forma compartida en los premios 'Los Mejores 2015' del diario La Verdad.
Fue elegido Vecino Murciano en 2016 por la Federación de Asociaciones Vecinales del Municipio de Murcia y el ayuntamiento de la ciudad lo nombró en septiembre de 2020 hijo adoptivo a título póstumo.